# Pietro Verri
Pietro Verri   (Milà, 12 de desembre de 1728 - Milà, 28 de juny de 1797) va ser un economista i historiador italià.

## Vida i obra
Verri va ser el primogènit dels dotze fills de Gabriele Verri, patrici i jurista milanès, quan Milà formava part de l'Imperi Habsburg. Entre els seus germans també hi va haver altres intel·lectuals notables com Alessandro, Giovanni o Carlo Verri. Entre 1741 i 1746 va ser escolaritzat al col·legi dels barnabites de Milà, o va fer coneixença amb Paolo Frisi. El 1746 va continuar estudis al Collegio dei Nobili de Parma regentat pels Jesuïtes, fins que es va graduar el 1749. En retornar a Milà el seu pare es va esmerçar en iniciar-lo en una carrera política, fins al punt de portar-lo el 1753 a la cort de Viena per a que el nomenessin camarlenc, però en retornar va mantenir una activitat públicament hostil a l'aristocràcia i el clergat.
Aquest conflicte generacional va fer que s'apropés al marquès de Beccaria, deu anys més jove i que tampoc s'entenia amb el seu pare. El 1759, cansat de la vida ociosa, es va allistar a l'exèrcit imperial austríac per combatre a la Guerra dels Set Anys. Però només hi va durar sis mesos i el 1760 ja tornava a estar a Milà, on es va dedicar a l'estudi de l'estructura econòmica de l'estat llombard i reivindicant importants reformes socials, econòmiques i fiscals. Son els anys de la informal Accademia dei Pugni, de la revista il Caffé, tot impulsat amb seu germà, Alessandro, amb Beccaria, amb Frisi, amb Carli, amb tots els il·lustrats milanesos de la época. Tot durarà fins a l'allunyament de Beccaria dels germans Verri.
El 1772, al anar a publicar la sisena edició de les Meditazioni sull' Economia Politica, hi va incloure les equacions matemàtiques que Paolo Frisi havia fet sobre les seves idees. Això no va augmentar la seva claredat, però es considera un dels primers intents de dotar la ciència econòmica de rigor matemàtic.
A partir de finals dels anys 1770's, es va dedicar intensament a escriure la seva Storia di Milano, de la qual va publicar els dos primers volums el 1783, abans de morir l'any següent.